# Faramea irwinii
Faramea irwinii är en måreväxtart som beskrevs av Julian Alfred Steyermark. Faramea irwinii ingår i släktet Faramea och familjen måreväxter. Inga underarter finns listade i Catalogue of Life.